# Karl Giesen
Karl Giesen (* 1871; † 7. Januar 1922 in Karlsruhe) war ein deutscher Sänger der Stimmlage Bass.

## Leben und Werk
Nach ersten Auftritten als Konzertbassist debütierte Karl Giesen 1903 als Opernsänger am Stadttheater Regensburg. In den folgenden Jahren trat er an den Stadttheatern von Trier (1904–1905), Nürnberg (1905–1908) und Graz (1908–1909) auf. Von 1909 bis 1916 war er am Opernhaus Köln engagiert. Von 1916 bis zu seinem Tode im Jahr 1922 wirkte er als erster Bassist am Hoftheater von Karlsruhe. Karl Giesen gab Gastspiele u. a. in Hamburg, an der Berliner Kroll-Oper sowie an den Hofopern von Berlin, Wien und München.
Zu seinem Repertoire gehörten u. a. der Sarastro in der Zauberflöte von Wolfgang Amadeus Mozart, der Daland im Fliegenden Holländer von Richard Wagner und der Mephisto im Faust von Charles Gounod.
Während seiner gesamten Karriere trat Karl Giesen auch als Konzert- und Oratoriensolist auf.